# 弗朗切斯科·拉马基亚
弗朗切斯科·拉马基亚（義大利語：Francesco La Macchia，1938年10月9日—2017年7月31日），意大利男子皮划艇运动员。他曾代表意大利参加1960年夏季奥林匹克运动会皮划艇比赛，获得男子双人划艇1000米银牌。